# Valvaelaimus maior
Valvaelaimus maior är en rundmaskart. Valvaelaimus maior ingår i släktet Valvaelaimus, och familjen Monhysteridae. Arten är reproducerande i Sverige.